# نصرت (اسم)
نصرت هو اسم علم مذكر من أصل عربي، ومعناه هو نصرة معونة ومطرة تامة.

## شخصيات تحمل الاسم
- نصرت الأمين
- نصرت البدر (مغني وملحن عراقي، 2 يناير 1980 – )
- نصرت الجمل (لاعب كرة قدم لبناني، 1 يوليو 1980[3] – )
- نصرت الفارسي (1894 – 1979)
- نصرت الله خاكيان (26 أغسطس 1967 – )
- نصرت جهان (ممثلة هندية، 8 يناير 1990[4] – )
- نصرت شاه تغلق (القرن 14 – )
- نصرت غوكشيه (شيف تركي، 1983 – )
- نصرت فتح علي خان (13 أكتوبر 1948[5][6][7] – 16 أغسطس 1997[5][6][7])
- نصرت يلدرم (لاعب كرة سلة تركي، 27 أبريل 1989 – )

## وصلات خارجية
- موسوعة السلطان قابوس لأسماء العرب